# Elisabeth Post
Elisabeth Post (Hilversum, 27 juli 1965) is een Nederlands politica en bestuurder. Sinds 2019 is zij bestuursvoorzitter van Transport en Logistiek Nederland (TLN). Post is lid van de Volkspartij voor Vrijheid en Democratie (VVD).

## Levensloop
Post was werkzaam bij het ministerie van Financiën voordat zij van 1994 tot 2006 gemeenteraadslid in Hilversum was. In juli 2009 werd zij gedeputeerde in de Provinciale Staten van Noord-Holland waar zij de portefeuille financiën, wegen, verkeer, vervoer en zeehavens behartigt. Vanaf 1 december 2009 was Post waarnemend commissaris van de Koningin in de provincie Noord-Holland na het vertrek van Harry Borghouts. Deze waarneming duurde tot 1 juli 2010, toen werd Johan Remkes geïnstalleerd.
Bij de Provinciale Statenverkiezingen 2011 was zij lijsttrekker namens de VVD in de provincie Noord-Holland.